# Copa de la Asociación 2023
La Copa de la Asociación 2023 o la Santander Cup 2023, denominada de esta manera por motivos de patrocinio, fue la 2.ª edición de la Copa de la Asociación. Fue patrocinada por el Banco Santander.

## Potros y potrancas
Los siguientes potros y potrancas fueron inscritos para participar en alguna de las tres pruebas que conponen la Santander Cup 2023, aunque no todos compitieron en todas las pruebas.
| Potro/Potranca          | Cuadra               | Entrenador     | Pruebas |
| ----------------------- | -------------------- | -------------- | ------- |
| BERIA (GB)              | MORA-FIGUEROA HNOS   | A. SOTO        | 3       |
| DANTZARIA (FR)          | SAN JOSE             | I.ELARRE       | 1       |
| LUNAFLOR (IRE)          | MEDITERRANEO         | G. ARIZKORRETA | 3       |
| MONCLOA (GB)            | MEDITERRANEO         | M.DELCHER S.   | 1-2     |
| ORIGEN (IRE)            | SALVADOR MARQUEZ     | O.ANAYA        | 1       |
| PRINCESS CHILD (FR)     | ECURIE DES MOUETTES  | A.IMAZ,B.      | 1-2     |
| SABROSO (FR)            | MEDITERRANEO         | M.DELCHER S.   | 1       |
| SASKATOON (FR)          | ECURIE DES MOUETTES  | A.IMAZ,B.      | 1       |
| SIR POLO (IRE)          | CORREDORES AGRUPADOS | J.LOPEZ        | 1-2     |
| SOUVENIR D'ECAJEUL (FR) | YEGUADA ROCIO        | G.ARIZKORRETA  | Todas   |
| SOVEREIGN (FR)          | MEDITERRANEO         | M.DELCHER S.   | 1       |
| VELERIN (IRE)           | MEDITERRANEO         | G.ARIZKORRETA  | 2       |
| VILLA DE LEYVA (FR)     | CELSO MENDEZ         | M. ALVAREZ     | 3       |
| X RAYS (IRE)            | YEGUADA AGF          | G.ARIZKORRETA  | 2       |
| Fuente:                 |                      |                |         |

## Calendario
El calendario 2023 consta de tres Grandes Premios.
| Prueba  | Gran Premio                                                                  | Hipódromo                                           | Fecha           |
| ------- | ---------------------------------------------------------------------------- | --------------------------------------------------- | --------------- |
| 1       | Critérium Internacional de San Sebastián - Donostiako Nazioarteko Kriteriuma | Hipódromo Municipal de San Sebastián, San Sebastián | 27 de agosto    |
| 2       | Gran Criterium                                                               | Hipódromo de la Zarzuela, Madrid                    | 29 de octubre   |
| 3       | Gran Critérium Ciudad de Dos Hermanas                                        | Gran Hipódromo de Andalucía, Dos Hermanas           | 17 de diciembre |
| Fuente: |                                                                              |                                                     |                 |

## Resultados
| 1       | 27 de agosto    | Critérium Internacional de San Sebastián - Donostiako Nazioarteko Kriteriuma | 1.500 metros | Ganador     | SOUVENIR D'ECAJEUL (FR) |
| 1       | 27 de agosto    | Critérium Internacional de San Sebastián - Donostiako Nazioarteko Kriteriuma | 1.500 metros | 2.do puesto | PRINCESS CHILD (FR)     |
| 1       | 27 de agosto    | Critérium Internacional de San Sebastián - Donostiako Nazioarteko Kriteriuma | 1.500 metros | 3.er puesto | SABROSO (FR)            |
| 2       | 29 de octubre   | Gran Criterium                                                               | 1.600 metros | Ganador     | PRINCESS CHILD (FR)     |
| 2       | 29 de octubre   | Gran Criterium                                                               | 1.600 metros | 2.do puesto | SOUVENIR D'ECAJEUL (FR) |
| 2       | 29 de octubre   | Gran Criterium                                                               | 1.600 metros | 2.do puesto | X RAYS (IRE)            |
| 3       | 17 de diciembre | Gran Critérium Ciudad de Dos Hermanas                                        | 1.600 metros | Ganador     | SOUVENIR D'ECAJEUL (FR) |
| 3       | 17 de diciembre | Gran Critérium Ciudad de Dos Hermanas                                        | 1.600 metros | 2.do puesto | BERIA (GB)              |
| 3       | 17 de diciembre | Gran Critérium Ciudad de Dos Hermanas                                        | 1.600 metros | 3.er puesto | VILLA DE LEYVA (FR)     |
| Fuente: |                 |                                                                              |              |             |                         |

## Clasificaciones

### Puntuaciones
| Posición | 1.º | 2.º | 3.º | 4.º | 5.º en adelante |
| Puntos   | 15  | 10  | 6   | 3   | 1               |

### Potros/Potrancas
| Pos.    | Potros/Potrancas        | D-SS | HZ | GHA | Puntos |
| ------- | ----------------------- | ---- | -- | --- | ------ |
| 1       | SOUVENIR D'ECAJEUL (FR) | 1    | 2  | 1   | 40     |
| 2       | PRINCESS CHILD (FR)     | 2    | 1  | F   | 25     |
| 3       | BERIA (GB)              | F    | F  | 2   | 10     |
| 4       | X RAYS (IRE)            | F    | 2  | F   | 10     |
| 5       | VILLA DE LEYVA (FR)     | F    | F  | 3   | 6      |
| 6       | SABROSO (FR)            | 3    | F  | F   | 6      |
| 7       | MONCLOA (GB)            | 5    | 4  | F   | 4      |
| 8       | LUNAFLOR (IRE)          | F    | F  | 4   | 3      |
| 9       | ORIGEN (IRE)            | 4    | F  | F   | 3      |
| 10      | SIR POLO (IRE)          | 8    | 6  | F   | 2      |
| 11      | VELERIN (IRE)           | F    | 5  | F   | 1      |
| 12      | SASKATOON (FR)          | 6    | F  | F   | 1      |
| 13      | SOVEREIGN (FR)          | 7    | F  | F   | 1      |
| 14      | DANTZARIA (FR)          | 9    | F  | F   | 1      |
| Fuente: |                         |      |    |     |        |

### Entrenadores
| Pos.    | Entrenador    | D-SS | D-SS | D-SS | D-SS | D-SS | D-SS | HZ | HZ | HZ | HZ | HZ | HZ | GHA | GHA | Puntos |
| ------- | ------------- | ---- | ---- | ---- | ---- | ---- | ---- | -- | -- | -- | -- | -- | -- | --- | --- | ------ |
| 1       | G.ARIZKORRETA | 1    | 1    | 1    | 1    | 1    | 1    | 2  | 2  | 2  | 2  | 5  | 5  | 1   | 4   | 54     |
| 2       | A.IMAZ,B.     | 2    | 2    | 6    | 6    | 7    | 7    | 1  | 1  | 1  | 1  | 1  | 1  | F   | F   | 27     |
| 3       | A. SOTO       | F    | F    | F    | F    | F    | F    | F  | F  | F  | F  | F  | F  | 2   | 2   | 10     |
| 4       | M.DELCHER S.  | 3    | 3    | 3    | 5    | 5    | 5    | 4  | 4  | 4  | 4  | 4  | 4  | F   | F   | 10     |
| 5       | M. ALVAREZ    | F    | F    | F    | F    | F    | F    | F  | F  | F  | F  | F  | F  | 3   | 3   | 6      |
| 6       | O. ANAYA      | 4    | 4    | 4    | 4    | 4    | 4    | F  | F  | F  | F  | F  | F  | F   | F   | 3      |
| 7       | J.LOPEZ       | 8    | 8    | 8    | 8    | 8    | 8    | 6  | 6  | 6  | 6  | 6  | 6  | F   | F   | 2      |
| 8       | I.ELARRE      | 9    | 9    | 9    | 9    | 9    | 9    | F  | F  | F  | F  | F  | F  | F   | F   | 1      |
| Fuente: |               |      |      |      |      |      |      |    |    |    |    |    |    |     |     |        |

### Leyenda de resultados
| Color   | Resultado              |
| ------- | ---------------------- |
| Oro     | 1                      |
| Plata   | 2                      |
| Bronce  | 3                      |
| Verde   | Finalizó en los puntos |
| Violeta | Ret - No terminó       |
| Negro   | DSQ - Descalificado    |
| Blanco  | NP - No Partant        |
| Gris    | F - Forfait            |